# Liste der Geotope in München
Diese Liste enthält die Geotope der Oberbayerischen Stadt München in Bayern.
Die Liste enthält die amtlichen Bezeichnungen für Namen und Nummern des Bayerischen Landesamtes für Umwelt (LfU) sowie deren geographische Lage. (Stand März 2020)
| Name          | Bild           | Geotop ID | Gemeinde / Lage  | Geologische Raumeinheit | Beschreibung | Fläche m² / Ausdehnung m | Geologie                           | Aufschlussart   | Wert      | Schutzstatus            | Bemerkung |
| ------------- | -------------- | --------- | ---------------- | ----------------------- | --- | ------------------------ | ---------------------------------- | --------------- | --------- | ----------------------- | --------- |
| Aubinger Lohe | weitere Bilder | 162R001   | München Position | Paar-Isar-Region        | Die Aubinger Lohe ist die einzige größere Aufragung in der sonst flach nach Norden geneigten, aus würmeiszeitlichen Niederterrassenschottern aufgebauten Münchner Ebene. Da die Sedimente der Oberen Süßwassermolasse die eiszeitlichen Schotterströme hier überragten, sind tertiäre Tone, Mergel und Sande an der Oberfläche aufgeschlossen geblieben, von mächtigen Lößdecken überlagert. In den ehemaligen Abbaustellen der wasserundurchlässigen Schichten entwickelten sich wertvolle Feuchtbiotope. | 1560000 1300 × 1200      | Typ: Niedermoor Art: Schotter, Löß | kein Aufschluss | bedeutend | Landschaftsschutzgebiet |           |